# Lingyuanosaurus
Lingyuanosaurus — рід динозаврів теризинозаврів ранньої крейди Китаю. Він містить один вид, L. sihedangensis. Його було знайдено в шарі групи Єхол.

## Відкриття
Перші викопні рештки Лінг'юанозавра були знайдені в семи плитах різного розміру з озерних відкладень групи Jehol у Сіхедані, провінція Ляонін Китаю. Достеменно невідомо, чи відповідають відкладення, в яких був знайдений лінгюанозавр, формаціям Цзюфотан або Ісянь. Враховуючи той факт, що поблизу не було знайдено інших скам'янілостей, не було дубльованих елементів, усі кістки мали однаковий колір і збереження, скам'янілості вважаються такими, що належать одній особині. Зразок був офіційно описаний Сі Яо та його колегами в 2019 році і став голотипом для нового роду та виду Lingyuanosaurus sihedangensis. Родова назва, Linyuanosaurus, стосується окружного міста Лінюань, а конкретна назва, sihedangensis, також стосується місця його відкриття, міста Сіхедан.